# Philippa Lacea
Philippa Lacea Polana Illyrica pulska je pjesnikinja iz šesnaestog stoljeća. Rođena je vjerojatno između 1550. i 1560. Naziv Polana Illyrica ukazuje na to da je podrijetlom iz Pule. Pripadala je patricijskim krugovima. Pridjev Illyrica znači isto što i italian. Autorica je sapfičke pjesme koja je objavljena 1597. u Boissardovoj biografiji znamenitih muževa.
Pjesma je panegirik, ali hvalospjev nije pretjeran. Napisana je klasičnim latinskim jezikom uz pokoji arhaizam. Spominje se samo ime osobe kojoj je pjesma upućena.
Autorica je bila zrele dobi kad je napisala tu pjesmu, a to se vidi po tome kako vlada metričkom građom stiha. Uzor joj je Kvint Horacije Flak.